# Dagmar Blaha
Dagmar Blaha (* 12. Oktober 1952 in Langensalza) ist eine deutsche Archivarin und Historikerin. Sie war Leiterin des Hauptstaatsarchivs in Weimar.

## Leben
Nach dem Abschluss ihres Studiums der Geschichte und Archivwissenschaft an der Humboldt-Universität zu Berlin trat Blaha 1975 im Staatsarchiv Weimar eine Stelle als wissenschaftliche Archivarin an. Zwischen 1992 und 1993 war sie die kommissarische Leiterin des Staatsarchivs in Gotha. 1996 erfolgte die Verbeamtung und Ernennung zur Oberarchivrätin, ab 2002 war sie Abteilungsleiterin für die älteren Bestände des Hauptstaatsarchivs, 2009 erfolgte die Ernennung zur Archivdirektorin. Nach Entstehung des Landesarchivs in Thüringen wurde sie 2016 Leiterin des Hauptstaatsarchivs in Weimar. Am 30. April 2019 wurde Dagmar Blaha in den Ruhestand versetzt.

Während ihrer Tätigkeit im Staatsarchiv hat Blaha neben Arbeiten zu heraldischen und sphragistischen Themen, zahlreiche Aufsätze und Quelleneditionen zur Geschichte der Ernestiner, zur Universität  Jena  sowie  zur  Reformationsgeschichte  veröffentlicht.

## Veröffentlichungen (Auswahl)
- Dokumente zur Frühgeschichte der Universität Jena 1548 bis 1558, 2003
- „Das man das lauter rein Euangelion on menschliche zusatzunge predigen sol ...“, 2018